# Jhālrapātan
Jhālrapātan är en ort i Indien.   Den ligger i distriktet Jhālāwār och delstaten Rajasthan, i den centrala delen av landet, 500 km söder om huvudstaden New Delhi. Jhālrapātan ligger 318 meter över havet och antalet invånare är 33 121.
Terrängen runt Jhālrapātan är platt, och sluttar österut. Runt Jhālrapātan är det ganska tätbefolkat, med 222 invånare per kvadratkilometer. Närmaste större samhälle är Jhālāwār, 6,1 km norr om Jhālrapātan. Trakten runt Jhālrapātan består till största delen av jordbruksmark.